# Maison, rue Carnot à Saint-Macaire
La maison, rue Carnot est un immeuble particulier situé à Saint-Macaire, en France.

## Localisation
Le bâtiment est situé dans le département français de la Gironde, sur la commune de Saint-Macaire, au cœur de la vieille ville, au numéro 18 de la rue Carnot.

## Historique
L'édifice, construit au XVe siècle, est inscrit au titre des monuments historiques par arrêté du 1er octobre 1941 pour sa façade.